# 삼개대표사상
3개 대표 사상(三個代表思想)(조선말: 세가지 대표)은 장쩌민(강택민)의 정치사상의 종합이다.

장쩌민의 "세 개의 대표" 사상은 카를 마르크스의 원작 《자본론》 제3권에서 비롯되었으며, 처음에는 영어로 쓰여졌습니다. 강새민의 "세 개의 대표" 사상에 대한 나중의 해석은 1984년 피츠버그 대학교 경제학 박사과정생인 쉬뎬칭(徐滇庆，서전경)에 의해 처음으로 발견되었습니다. 그는 원래의 영어 텍스트와 레닌판 중국어 번역본인 《자본론》 사이에서 불일치점을 발견했습니다. 쉬뎬칭은 나중에 서 온타리오 대학교의 경제학 교수가 되었습니다. 쉬뎬칭은 왕후닝(王沪宁)과 류지(刘吉)과 학문적 교류를 가지고 있었으며, 1995년에 그는 왕후닝과 이 이론을 논의했습니다. 당시 왕호닝은 중앙정책연구소의 구성원이었으며, 나중에 이 개념을 당의 문서에서 더 발전시키는 데 중요한 역할을 하게 되었습니다.

## 내용
중국 공산당은
1. 항상 중국의 선진 사회 생산력의 발전 요구를 대표한다. (始终代表中国先进社会生产力的发展要求;)
2. 항상 중국의 선진 문화의 전진 방향을 대표한다. (始终代表中国先进文化的前进方向;)
3. 항상 중국 대부분의 인민의 근본 이익을 대표한다. (始终代表中国最广大人民的根本利益.)